# 王堡槍
王堡槍，又稱董氏六合枪，源於傳自河南博愛縣的王堡村。民間習之多不帶槍頭而以一跟七尺長白臘木桿為用，又稱王堡桿。
其套路以十六路纏捉棍以基本攻訓練內容，人多以「十六纏」、「十六棍」稱之。

## 緣起
王堡枪由王仲锦在博爱县王堡村首传,并以所在村庄王堡村命名的枪法,随后在家族传承三百余年。其中王堡枪第一代传人王仲锦曾师承唐村李氏八世祖李春茂以及唐村千载寺董秉乾,但目前发现的李自奇墓碑为孤证。在王堡村王氏后代,涌现出枪法精通、枪法绝伦、枪法大师的称号

## 介紹
王堡枪技法特征主要表现为套路实用性强、握把手法独特、技法实战性强、古朴实用的技术动作和对扎套路，枪法以对扎为主要形式,动作凶狠、实战性强。
王堡槍法名稱甚多，或稱「王堡神槍」，或稱「王堡梨花槍」，或稱「六合槍」，其主要內容包括十六路纏捉棍、大使手、小使手、大返槍、大蓋槍、大槍、小槍、長打等訓練和實戰槍法套路。其中十六路纏捉棍為入門套路，注重基礎訓練，而小六回、大六回則為實戰精華